# Tanganikallabes mortiauxi
Tanganikallabes mortiauxi е вид лъчеперка от семейство Clariidae.

## Разпространение
Видът е разпространен в Бурунди, Демократична република Конго, Замбия и Танзания.